# Meknes
Meknes (tiếng Ả Rập: مكناس, Berber: ⵎⴽⵏⴰⵙ Mknas hay Ameknas, tiếng Pháp: Meknès, tiếng Tây Ban Nha: Mequinez) là một trong bốn thành phố thủ đô lịch sử nằm ở phía bắc trung Maroc, và là thành phố lớn thứ 6 của đất nước. Được thành lập vào thế kỷ 11 dưới triều đại Almoravid như một khu định cư quân sự, thành phố trở thành thủ đô của Maroc dưới triều đại của vua Ismail Ibn Sharif (1672–1727), con trai của nhà sáng lập ra Triều đại Alaouite.

## Lịch sử
Một bộ lạc Berber gọi là Miknasa, có nguồn gốc từ phía nam Tunisia, định cư ở đây vào thế kỷ thứ 9.
Almoravid thiết lập ở đây một pháo đài trong thế kỷ thứ 9 để chống lại sự nổi lên của những người Almohad, và do đó đã bị phá hủy bởi họ chỉ được xây dựng lại kích thước lớn hơn với các nhà thờ Hồi giáo và công sự lớn. Dưới thời Merinid nó nhận được thêm các madrasa, kasbah và nhà thờ Hồi giáo đầu trong thế kỷ 14, và tiếp tục phát triển mạnh dưới triều đại Wattasid. Meknes trải qua thời hoàng kim của nó với vai trò là thủ đô đế quốc của Moulay Ismail sau khi gia nhập Vương quốc Hồi giáo Maroc (1672-1727). Ông đã cho xây dưới thành phố cũ một nhà tù lớn để giam giữ những thủy thủ Công giáo bị bắt trên biển, và cũng xây dựng một số dinh th, vườn, cổng tượng đài, nhà thờ Hồi giáo (do đó nó có biệt danh của thành phố của "Thành phố của Trăm Minaret") và bức tường thành có chiều dài 40 km.
Theo Di sản ICOMOS tại báo cáo rủi ro của năm 2000, thành phố lịch sử Meknes chứa các hệ thống thoát nước không đủ, và kết quả là bị ngập lụt và rò rỉ trong một số khu vực.

## Địa lý

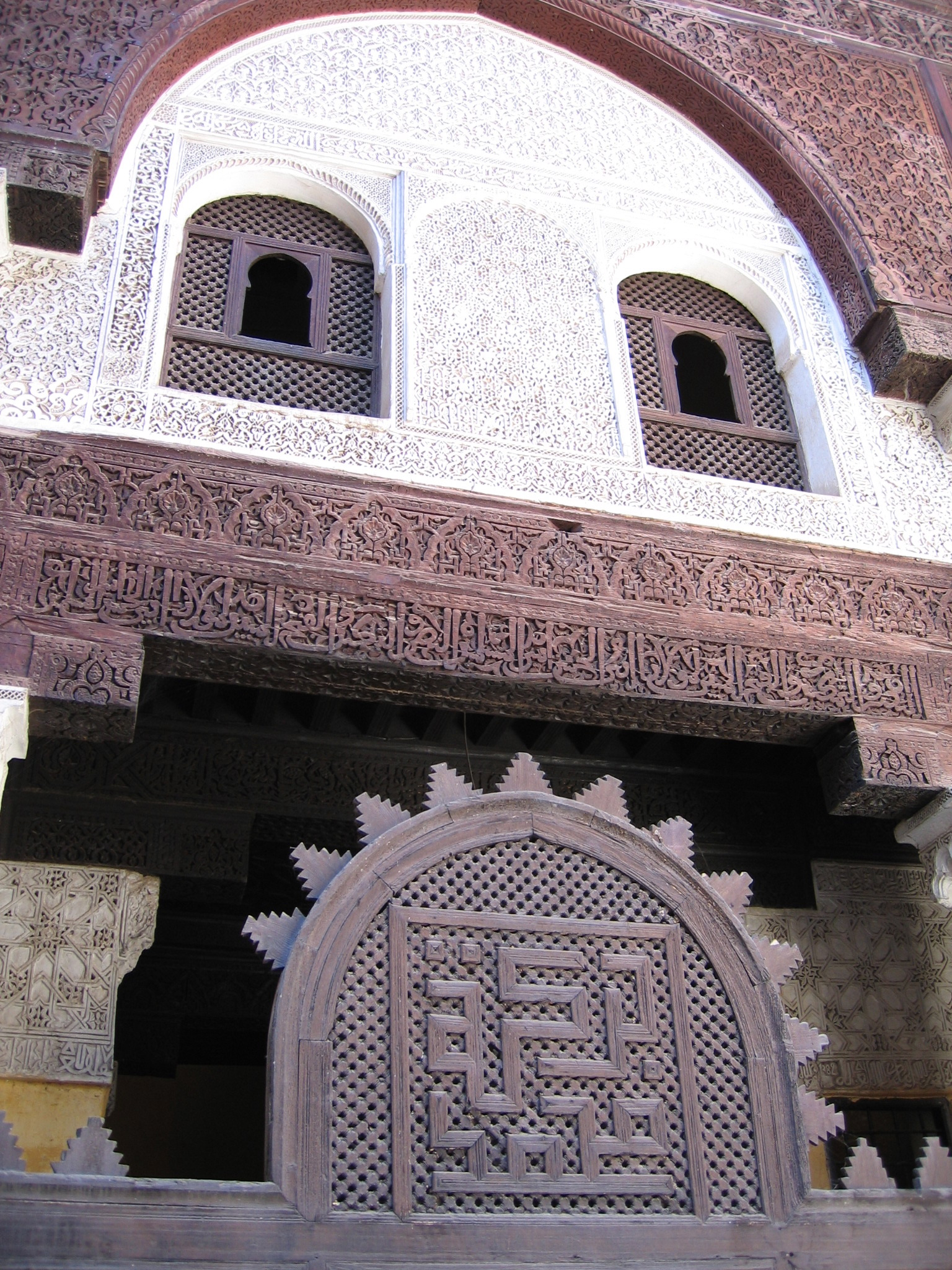
Medresa Bou Inania ở Meknes

Thành phố lân cận phía nam: Azrou, nối với nhau thông qua đường N13.

### Khí hậu
Nằm gần dãy núi Atlas, Meknes có khí hậu mát mẻ vào mùa đông những ngày nóng trong những tháng mùa hè. Những đêm luôn luôn mát mẻ (hoặc lạnh hơn trong mùa đông), với nhiệt độ ban ngày thường tăng khoảng 10–14 °C (50–57 °F)  mỗi ngày. Nhiệt độ mùa đông thường chỉ 15,5 °C (60 °F) vào tháng 12-tháng 1.

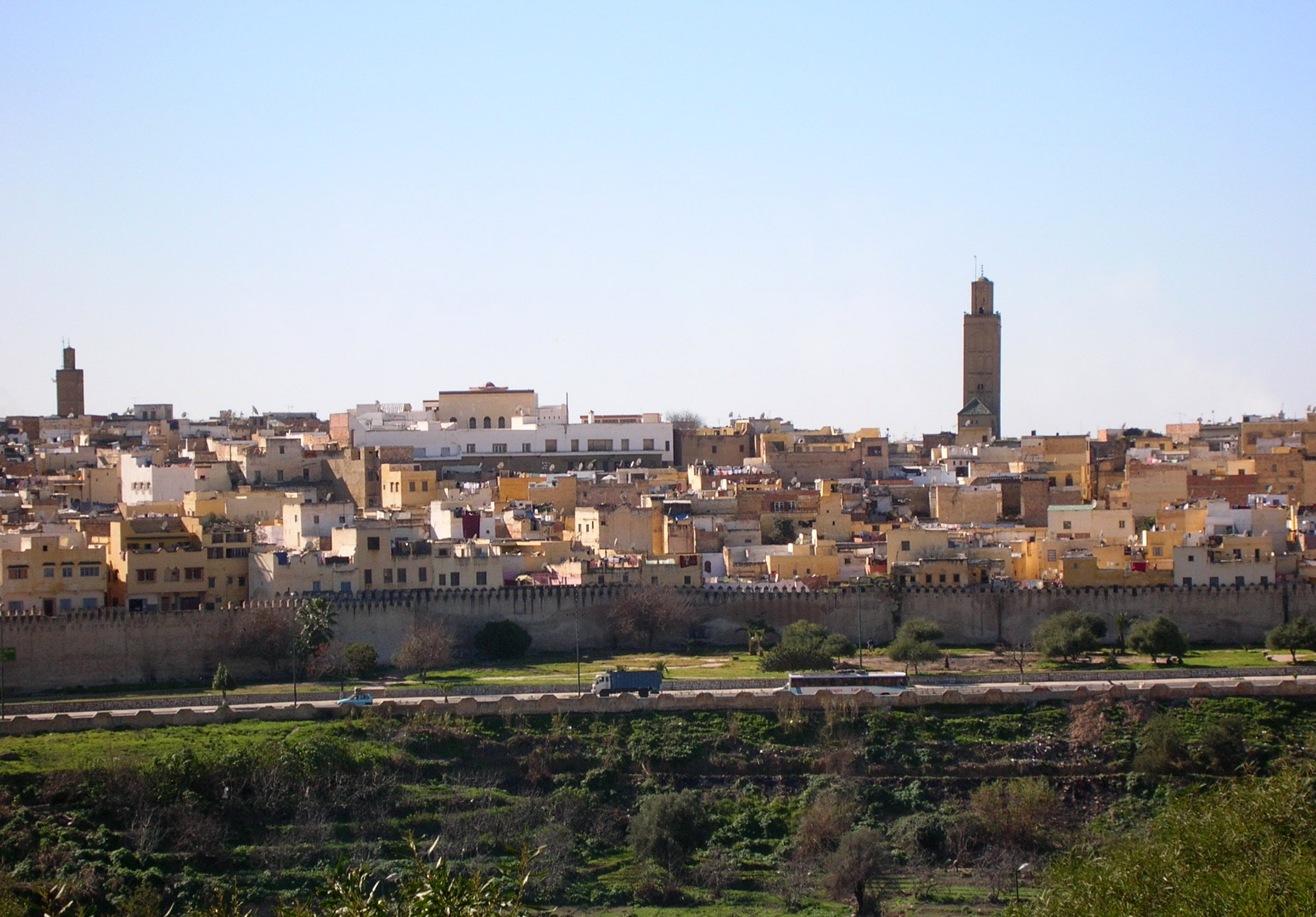
Cảnh phố cổ Meknes.

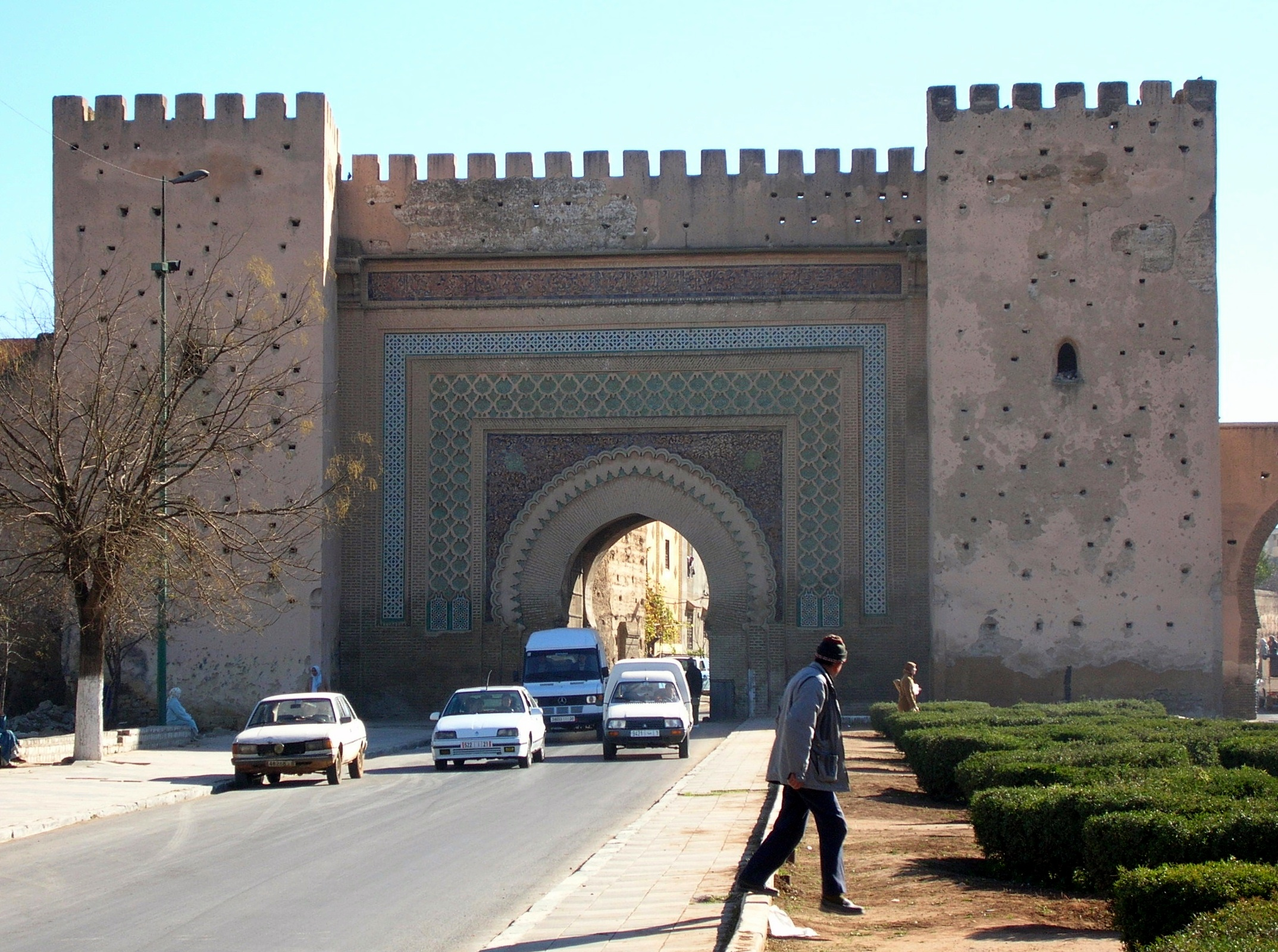
Cổng Bab el-Khemis

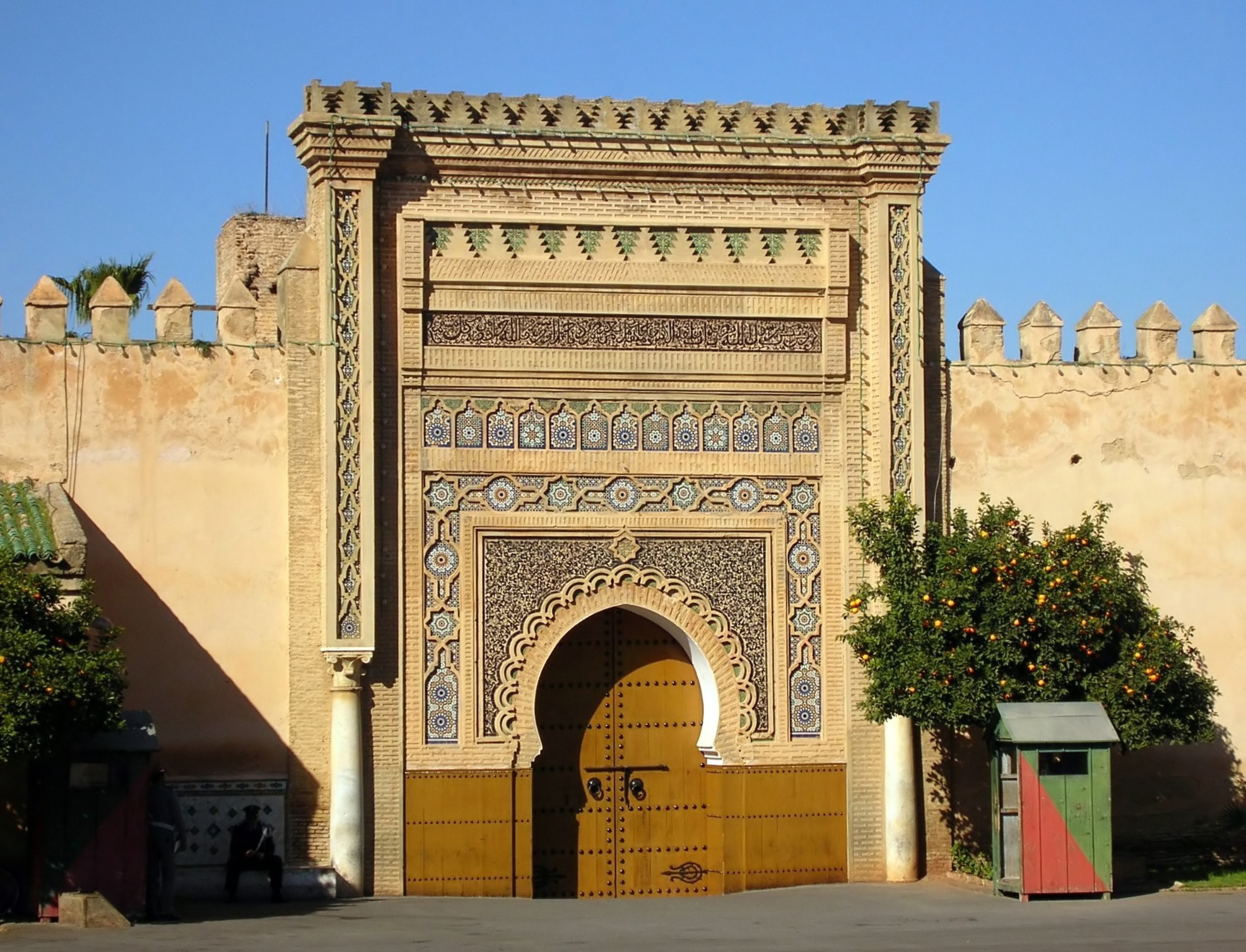
Lâu đài hoàng gia Dar El Makhzen.

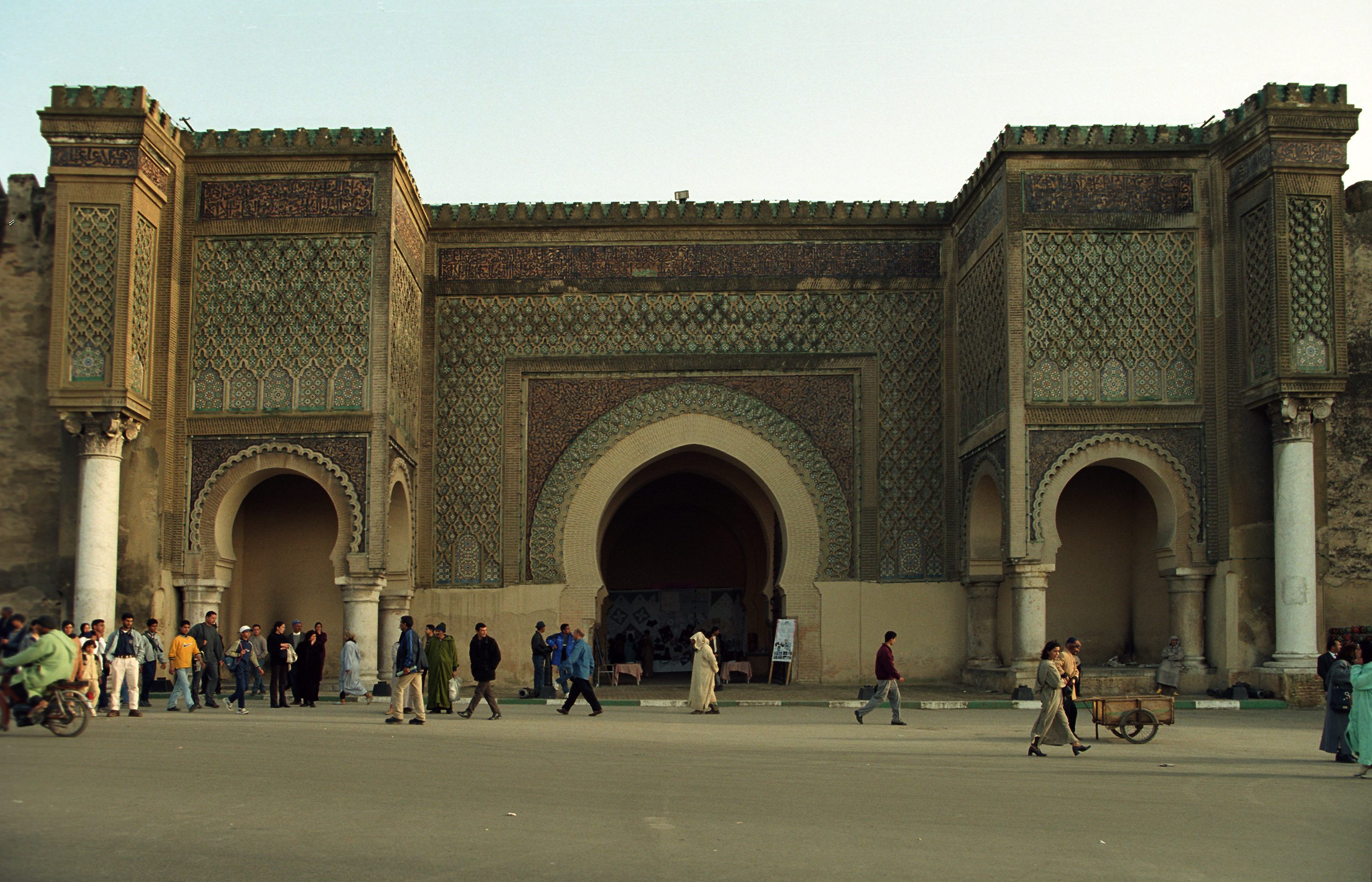
Bab Mansour.

Bản mẫu:Infobox Weather/concise C

### Các quận
| - Sidi Bouzkri - Agdal - Bassatine - Belle Vue - Berrima - Bni-Mhmmed - Borj Meshqoq - Borj Moulay Omar - Diour Salam - Elkasba - Ennasre - Hamria - Hay Salam - Kamilia - La-Hacienda - la Medina - Marjane - Mansour | - Mellah - Place d'Armes - Plaisance - Riad (¤) - Roua - Rouamzile - Sbata - Sidi Baba - Touargua - Toulal - Wjeh Arouss - Wislane - Zerhounia - Zehoua - Zitoune |

### Các đơn vị hành chinh
Meknes là thủ phủ của tỉnh Meknès, gồm 6 khu đô thị tự quản (gồm thành phố Meknes) và 15 cộng đồng xã nông thôn.

## Các cảnh quan chính
- Lâu đài Dar El Makhzen nằm ở El Mechouar Stinia. Nó đã là lâu đài chính thức của Moulay Ismaïl.
- Cổng Bab Mansour được đặt theo tên kiến trúc sư, El-Mansour. Nó được hoàn thành 5 năm sau cái chết của Moulay Ismail năm 1732.
- Các vườn Lahboul có sở thú và nhà hát lộ thiên.
- Lăng mộ Moulay Ismail, xây năm 1703 bởi Ahmed Eddahbi
- Nhà thờ Hồi giáo Néjjarine (thế kỷ 10) nằm ở phố cổ.
- Nhà thờ Hồi giáo lớn được thiết lập vào thế kỷ 11 bởi Almoravid. Nó có 11 cổng và 143 đường có mái vòm.
- Koubat Al Khayatin ("Sảnh đại sứ"): một tòa nhà vua Hồi giáo Moulay Ismaïl tiếp các đại sứ.
- Bab Lakhmis: cổng thế kỷ 17.
- Bab Berdaïne: cổng được cho xây bởi Moulay Ismaïl vào thế kỷ 17.
- Dar El Beida, cung điện thế kỷ 19 được cho xây bởi vua Hồi giáo Mohammed ben Abdallah. Nay là Học viện quân sự hoàng gia.
- Nhà tù ngầm Cara.

Phế tích thị xã La Mã Volubilis (Oualili) cách thành phố khoảng 1h đi ô tô về phía bắc.